# Droit de la concurrence (Union européenne)
Le droit européen de la concurrence est le droit de la concurrence applicable aux entreprises présentes sur le territoire de l’espace économique européen (l’Union européenne, l'Islande, le Liechtenstein et la Norvège).
Le droit de la concurrence de l’Union européenne est né du désir d'assurer que les efforts des gouvernements ne seraient pas déformés par les sociétés abusant de leur pouvoir sur le marché. Certaines dispositions présentes dans les traités sont faites afin d'assurer que la libre compétition prévale sur les cartels et les monopoles qui se partageraient le marché et fixeraient les prix. Le droit de la concurrence dans l’Union européenne partage certains points communs avec le droit antitrust des États-Unis bien qu'il y ait quelques différences, ainsi, par exemple, le droit américain est destiné à protéger les compétiteurs de l'influence des monopoles, tandis que le droit européen a pour but de protéger les consommateurs des comportements anti-compétitif.
Le droit européen de la concurrence compte quatre branches :
- les cartels, ou le contrôle de collusions et des autres pratiques anti-compétitives qui affectent l'Union  (ou, depuis 1994, l'espace économique européen). La disposition pertinente est l’article 101 du traité sur le fonctionnement de l'Union européenne (TFUE).
- l'abus de position dominante. Le droit de l’Union s'applique aux acteurs « dominants » sur le marché dont les parts de marché sont supérieures à 38 % (aux États-Unis, la part de marché nécessaire pour qu'il y ait une intervention est de plus de 60 %). La disposition pertinente est l’article 102 du traité sur le fonctionnement de l'Union européenne (TFUE).
- les fusions, le contrôle des projets de concentrations, les acquisitions et les coentreprises (joint venture) concernant les compagnies ayant un certain niveau de chiffre d'affaires prédéfinis dans l’UE/EEE. Contrairement aux autres branches, basées sur les traités, le contrôle des concentrations se base sur le règlement CE no 139/2004 sur les concentrations[1].
- les aides d’État, qui contrôle les aides directes ou indirectes données par les États membres de l'Union européenne aux entreprises. La disposition pertinente est l’article 107 du traité sur le fonctionnement de l'Union européenne (TFUE).

Ce dernier point est une caractéristique unique du régime du droit européen de la concurrence. L'UE se composant de différents États membres indépendants, la politique de la concurrence et la création du marché unique auraient pu devenir inefficace si les États membres avaient été libres de soutenir les entreprises comme ils le voulaient. La première autorité appliquant les droits européens de la concurrence reste la Commission européenne et la direction générale pour la concurrence, bien que certaines aides d’État dans certains secteurs, tels que les transports, relèvent d'autres directorats-généraux. Le 1er mai 2004, un régime décentralisé concernant le régime antitrust est entré en vigueur afin d'augmenter la participation des autorités nationales de la concurrence et des cours nationales dans l’application droit européen de la concurrence.
Le rapprochement entre le droit de la concurrence européen et américain fait l'objet de nombreuses études comparatives.

## Histoire
Le droit de la concurrence est principalement une invention américaine avec les Interstate Commerce Act 1887 et Sherman Act 1890. Ces actes interdisaient tous les contrats, accords ou conspirations qui restreignaient le commerce entre les différents États ainsi que les monopoles, les tentatives de créer un monopole ou encore les conspirations visant à établir un monopole entre les États américains et les nations étrangères. Des sanctions civiles et pénales étaient prévues et des autorités administratives chargées d'enquêter et de poursuivre ont été mises places en 1894 et 1914 (Department of Justice Antitrust Division et la Federal Trade Commission).
L'interdiction des abus de position dominante n'était pas sans précédent en Europe, notamment avec l'ordonnance allemande contre l'abus de pouvoir économique de 1923. Cependant, l'interdiction des collusions était quelque chose de nouveau après la Seconde Guerre mondiale en Europe.
Les forces alliées ont introduit ces dispositions en Allemagne, notamment les décrets alliés antitrusts et la Gesetz gegen Wettbewerbsbeschränkungen du 27 juillet 1957. En 1951, le traité CECA comportait des dispositions, les articles 65 et 66, concernant le contrôle des concentrations. Leur contenu fut repris en 1957 par le traité CEE mais sans cette disposition sur les concentrations.

## Fonctions
L'ancien article 2 du traité CE disposait que la compétition était un composant essentiel du marché commun. Cependant, la compétition n'est pas un but en soi, mais un moyen de structurer et d'assurer le bien être des consommateurs. L'ancien article 3(g) du traité CE disposait que « l'action de la Communauté comport[ait], […] un régime assurant que la concurrence n'est pas faussée dans le marché intérieur ». Cet article a par la suite été repris par le protocole no 27 sur le marché intérieur et la concurrence annexé aux traités.
Dans l'arrêt Metro SB-Großmärkte & Co. contre Commission, la CJCE déclara que « la concurrence non faussée visée aux article 3 et 85 [actuels protocole no 27 et article 105 du TFUE] implique l'existence sur le marché d'une concurrence efficace (workable competition) ». La Cour définit cette concurrence efficace comme étant « la dose de concurrence nécessaire pour que soient respectées les exigences fondamentales et atteints les objectifs du traité et, en particulier, la formation d'un marché unique réalisant les conditions analogues à celles d'un marché intérieur ». La Cour admet que la nature et l'intensité de la concurrence puissent varier en fonction des produits ou services en cause et de la structure économique des marchés sectoriels concernés. Il s'agit d'une reconnaissance de la méthode de la règle de raison appliquée aux États-Unis dans le Sherman Act.

## Champ d'application

### Applicationratione personae
Le champ d'application ratione personae du droit européen de la concurrence est celui de l'« entreprise ». Dans l’arrêt Klaus Höfner et Fritz Elser contre Macrotron GmbH, la Cour de justice a défini la notion d'entreprise comme comprenant « toute entité exerçant une activité économique, indépendamment du statut juridique de cette entité et de son mode de financement ».
L'article 80 du traité CECA contenait sa propre définition de la notion d'entreprise :

« Les entreprises, au sens du présent traité, sont celles qui exercent une activité de production dans le domaine du charbon et de l'acier à l'intérieur des territoires visés à l'article 79, premier alinéa, et, en outre, en ce qui concerne les articles 65 et 66, ainsi que les informations requises pour leur application et les recours formés à leur occasion, les entreprises ou organismes qui exercent habituellement une activité de distribution autre que la vente aux consommateurs domestiques ou à l'artisanat. »

— Article 80 du traité CECA

### Applicationratione materiae
Il existe des régimes spéciaux concernant l'agriculture, le transport et les armes, munitions et matériel militaire.

### Applicationratione loci
L'application dans l’espace du droit de la concurrence a deux dimensions : en interne, et à l'international. 

#### Dimension interne
En ce qui concerne l’aspect interne, l'article 52 du TUE dispose le droit de la concurrence s'applique là où le droit de l’Union s'applique, c'est-à-dire dans les États membres de l'Union européenne. L'application du droit de la concurrence est aussi influencée par :
- les accords de l'espace économique européen,
- l'article 101 TFUE qui définit son application au marché intérieur,
- et l'article 102 TFUE qui s'applique au marché intérieur ou à une partie substantielle de celui-ci.

#### Dimension externe
En ce qui concerne l’application du droit de l'UE à l'international, deux problèmes apparaissent : le premier concerne l’éventuelle existence d'une telle juridiction en vertu du droit européen, le second est lié à la reconnaissance de cette juridiction par les États tiers.
La Cour de justice a privilégié, dans sa jurisprudence Wool Pulp I, l'application de la « doctrine de l'exécution » à celle de l'effet. Selon cette doctrine, l’Union aurait juridiction quand l’accord est mis en œuvre dans l'Union
Des accords ont été conclus afin de réguler l'application des droits de la concurrence des États tiers avec celui de l'Union européenne.

### Application au niveau européen ou au niveau national
Le droit européen de la concurrence s'applique en parallèle par les autorités de l’Union et par les autorités nationales, ce qui implique que les droits nationaux de la concurrence sont aussi appliqués.
Plus précisément, les articles 101, 102 et 107 du TFUE s'applique aux situations « susceptibles d'affecter le commerce entre États membres ». Cependant, le commerce entre les États membres doit être affecté de façon appréciable (règle de minimis).

## Branches

### Cartel
La disposition relative aux cartels est l’article 101 du TFUE. Celui-ci se divise en trois parties : le premier alinéa, relatif à l'interdiction en soi ; le deuxième alinéa, relatif à la sanction ; et le troisième alinéa concernant les exceptions. Cet article est repris à l'article 53 de l'accord sur l'espace économique européen.

#### Interdiction de principe
Le premier alinéa de l’article 101 du TFUE dispose :

« Sont incompatibles avec le marché intérieur et interdits tous accords entre entreprises, toutes décisions d'associations d'entreprises et toutes pratiques concertées, qui sont susceptibles d'affecter le commerce entre États membres et qui ont pour objet ou pour effet d'empêcher, de restreindre ou de fausser le jeu de la concurrence à l'intérieur du marché intérieur, et notamment ceux qui consistent à :
a) fixer de façon directe ou indirecte les prix d'achat ou de vente ou d'autres conditions de transaction,
b) limiter ou contrôler la production, les débouchés, le développement technique ou les investissements,
c) répartir les marchés ou les sources d'approvisionnement,
d) appliquer, à l'égard de partenaires commerciaux, des conditions inégales à des prestations équivalentes en leur infligeant de ce fait un désavantage dans la concurrence,
e) subordonner la conclusion de contrats à l'acceptation, par les partenaires, de prestations supplémentaires qui, par leur nature ou selon les usages commerciaux, n'ont pas de lien avec l'objet de ces contrats. »

##### Conditions
Pour que cette disposition soit applicable, il faut que plusieurs conditions soient remplies : que les parties soient des entreprises, ayant une dimension européenne, qu'il y ait collusion, et que l’accord ait pour objet ou effet d'empêcher, limiter ou déformer la concurrence dans le marché intérieur.

###### Parties et dimension
Dans un premier temps, les parties doivent être des entreprises selon la définition de l'arrêt Höfner et Elser : « toute entité exerçant une activité économique, indépendamment du statut juridique de cette entité et de son mode de financement et que, d'autre part, l'activité de placement est une activité économique ».  L'entreprise doit avoir une dimension européenne (cf. application ratione loci).

###### Collusion
Il doit y avoir collusion. Pour cela des conditions générales doivent être remplies : il doit y avoir plusieurs parties, il doit y avoir perte d'autonomie, et aucun formalisme n'est nécessaire (en effet, l'article fait référence à « tout accord »).
Des conditions quant à l'accord même sont présentes : le contexte de conclusion n'a pas d'importance (gentlemen's agreement, etc.) et l'accord peut être horizontal ou vertical. Dans le cadre des décisions prises par des associations d'entreprises, la décision doit être déterminante : elle doit être capable d'influencer, en droit ou en fait, le comportement des membres.
Il peut aussi s'agir de pratique concertée définit comme « une forme de coordination entre entreprises qui, sans avoir été poussée jusqu'à la réalisation d'une convention proprement dite, substitue sciemment une coopération pratique entre elles aux risques de la concurrence. Aucun contrat n'est signé, un simple contact passif est suffisant. Aucun projet n'est requis, seul un changement d'information est suffisant. Il n'est pas nécessaire de le distinguer clairement pleinement d'un accord normal.
Une difficulté subsiste en ce qu'il faut distinguer la pratique concertée d'un comportement parallèle. En effet, en soi, un comportement parallèle n'est pas, en soi, une preuve suffisante de pratique concertée car, comme l'indique la Cour dans l'arrêt Suiker Unie, « le droit des opérateurs économiques de s'adapter intelligemment au comportement constaté ou a escompter de leurs concurrents » n'est pas exclu. La pratique concertée comporte aussi un élément psychologique qui n'est pas présent dans le comportement parallèle. La charge de la preuve revient alors à la Commission européenne et il lui suffira de montrer qu'il n'y a pas d'autres explications suffisantes à l'existence de ce comportement parallèle que l'existence d'une pratique concertée. Si un échange d'informations entre deux entreprises est constaté, il revient alors à l'entreprise concernée de mettre en avant que son comportement sur le marché n'a pas été influencé par les informations reçues.

###### Objet et effet
Enfin, l’accord doit avoir « pour objet ou effet d'empêcher, limiter ou déformer la concurrence dans le marché intérieur ».
La notion d'objet désigne le but, et non pas le contenu de l'acte en cause. L'arrêt Consten et Grundig de 1966 rappelle par ailleurs qu'il s'agit de l'« objet ou de l'effet » : « aux fins de l'application de l'article 85, paragraphe 1 [actuel article 101(1) TFUE], la prise en considération des effets concrets d'un accord est superflue dès qu'il a pour objet de restreindre, empêcher ou fausser le jeu de la concurrence ».
Le deuxième aspect de l'article est d'« empêcher, limiter ou déformer ». Une condition nécessaire est que la liberté d'action commerciale de l'un des parties à l'accord ou à la pratique est limitée. Cette condition n'est toutefois pas suffisante. En effet, il faut que la concurrence soit altérée d'une façon sensible. En effet, dans l'arrêt Béguelin, la Cour dispose que « pour relever de l'interdiction énoncée à l'article 85 [actuel article 101 TFUE], l'accord doit affecter de façon sensible le commerce entre États membres et le jeu de la concurrence » et que « pour juger si tel est le cas, ces éléments doivent être placés dans le cadre réel où ils se produiraient à défaut de l'accord litigieux ».
Afin de faciliter la détermination de ce qui est une altération sensible de la concurrence, la Commission a publié une communication sur la doctrine de minimis. La notice, bien que non contraignante, crée une attente légitime pour les entreprises et a, par conséquent, un effet contraignant de facto.
Ainsi, selon la notice, l'article 101(1) n'est pas applicable si le total des parts de marchés des entreprises impliquées ne représente pas, sur le marché concerné : 10 % pour les accords entre concurrents (principalement les accords horizontaux), 15 % pour les accords entre non-concurrents (principalement les accords verticaux), et 10 % pour les accords mixtes (donc horizontaux et verticaux) ou si leur nature n'est pas claire. Il y a cependant des exceptions :
- les restrictions caractérisées ou flagrantes[22] : la fixation des prix, la limitation de la production ou des ventes, la répartition du marché, etc.
- la théorie de l'effet cumulatif, c'est-à-dire « lorsque, sur un marché en cause, la concurrence est restreinte par l'effet cumulatif d'accords de vente de biens ou de services contractés par différents fournisseurs ou distributeurs »[23].
- lorsque les parts de marchés ne dépasse pas le seuil de plus de 2 % pendant deux années calendaires successives.

Cependant, le dépassement de ces seuils ne signifie pas nécessairement que la restriction est « sensible ». Il y a une approche au cas par cas. Par ailleurs, les PME (c'est-à-dire les sociétés comptant moins de 250 employés, et dont le chiffre d'affaires annuel n'excède pas 50 millions d'euros ou dont le total du bilan annuel n'excède pas 43 millions d'euros) ne sont pas concernées.

###### Cas des restrictions accessoires
L'arrêt Métropole Télévision de 2001 définit la notion de restriction comme suit :

« [...] la notion de restriction accessoire couvre toute restriction qui est directement liée et nécessaire à la réalisation d'une opération principale [...]. »

— Affaire T-112/99, point 104
Le premier critère est que « ces éléments doivent être placés dans le cadre réel où ils se produiraient à défaut de l'accord litigieux ». Ces restrictions doivent être « directement liée(s) », c'est-à-dire subordonné à la mise en œuvre de l'opération et avoir un lien évident avec celle-ci (entre les mêmes partis). Par ailleurs, elles doivent être « nécessaire », c'est-à-dire objectivement nécessaire et proportionnée.

##### Sanction
La sanction prévue est la nullité.

#### Exceptions et exemptions
L'article 101(3) du TFUE dispose que les dispositions de l'article 101(1) « peuvent être déclarées inapplicables ». Quatre conditions cumulatives, et analysées au cas par cas, doivent être réunies.
En effet, l'accord doit « contribue[r] à améliorer la production ou la distribution des produits ou à promouvoir le progrès technique ou économique », « tout en réservant aux utilisateurs une partie équitable du profit ». Par ailleurs, l'accord ne doit pas « imposer aux entreprises intéressées des restrictions qui ne sont pas indispensables pour atteindre ces objectifs », « ni donner à des entreprises la possibilité, pour une partie substantielle des produits en cause, d'éliminer la concurrence ».
En ce qui concerne la première condition, « contribue[r] à améliorer la production ou la distribution des produits ou à promouvoir le progrès technique ou économique », les éléments suivants doivent être réunis : l’amélioration doit être objective (c'est-à-dire servir l'intérêt général et non ceux des parties) et nette (c'est-à-dire qu'elle est mise en balance avec l'effet restrictif). Dans ce contexte, les effets bénéfiques non-économiques (sociaux, environnementaux, culturels, etc.) sont pris en compte jusqu'à un certain point (par exemple, la spécialisation, la distribution exclusive, des accords de recherches en commun, etc.).
Pour ce qui est de la deuxième condition, « tout en réservant aux utilisateurs une partie équitable du profit », il s'agit des acteurs présents sur l'ensemble du processus de production ou de distribution (intermédiaire ou final). La version anglaise du traité fait référence aux consommateurs (consumers). Le bénéfice couvre aussi un certain nombre de possibilités, dont des prix plus bas, une offre élargie, une plus grande stabilité des quantités délivrées ou dans le prix, une meilleure information, un meilleur service après ventre, une période de livraison réduite, etc. Souvent, cette condition coïncide avec la première condition.
La troisième condition est que l'accord ne doit pas « imposer aux entreprises intéressées des restrictions qui ne sont pas indispensables pour atteindre ces objectifs ». Pour cela, deux éléments doivent être réunis : un lien de causalité entre la restriction et le bénéfice obtenu, et le test de proportionnalité doit être effectué. Ce critère est analysé au cas par cas.
Enfin, la quatrième condition, celle de ne pas « donner à des entreprises la possibilité, pour une partie substantielle des produits en cause, d'éliminer la concurrence », impose de s'intéresser au marché de produits en cause ainsi qu'à la nature des restrictions (par exemple, fixation du prix des livres.

##### Exemptions par catégorie
Les exceptions par catégorie (block exemptions) sont des exceptions considérées comme compatibles avec le traité pour certaines catégories d'activités si plusieurs conditions sont remplies.

### Abus de position dominante
Les dispositions relatives à l'abus de position dominante sont à l'article 102 du TFUE (ex-article 82 TCE).
"Est incompatible avec le marché intérieur et interdit, dans la mesure où le commerce entre Etats membres est susceptible d'en être affecté, le fait pour une ou plusieurs entreprises d'exploiter de façon abusive une position dominante sur le marché intérieur ou dans une partie substantielle de celle-ci.
Ces pratiques abusives peuvent notamment consister à:
a) Imposer de façon directe ou indirecte des prix d'achat ou de vente ou d'autres conditions de transaction non équitables,
b) limiter la production, les débouchés ou le développement technique au préjudice des consommateurs,
c) appliquer à l'égard de partenaires commerciaux des conditions inégales à des prestations équivalentes, en leur infligeant de ce fait un désavantage dans la concurrence,

d) subordonner la conclusion de contrats à l'acceptation, par les partenaires, de prestations supplémentaires qui, par leur nature ou selon les usages commerciaux, n'ont pas de lien avec l'objet de ces contrats." (article 102 TFUE)
L'article 102 interdit notamment les prix abusifs, les accords de vente exclusifs, les primes de fidélité s'inscrivant dans un objectif d'éviction de la concurrence.
Ce n'est pas la position dominante qui est sanctionnée mais bien son abus.

### Contrôle des concentrations (Fusion-acquisition)
Les disposant relatives au contrôle des concentrations et acquisitions sont au sein du Règlement (CE) n°139/2004.

### Dispositions applicables aux États membres

#### Aide d’État
Les dispositions relatives aux aides d’État sont les articles 107 à 109 du TFUE (ex-article 87 et 88 TCE). Il n'y a pas d'interdiction absolue des aides d’État dans le traité mais l'article 107(1) du TFUE indique que les aides d'Etat sont en principe incompatibles avec le marché intérieur :

« Sauf dérogations prévues par les traités, sont incompatibles avec le marché intérieur, dans la mesure où elles affectent les échanges entre États membres, les aides accordées par les États ou au moyen de ressources d'État sous quelque forme que ce soit qui faussent ou qui menacent de fausser la concurrence en favorisant certaines entreprises ou certaines productions. »

— Article 107(1) du TFUE.
L'article 107(1) ne s'intéresse pas à la façon dont les aides sont accordées, il concerne en revanche les aides accordées par l’État, ou au moyen de ressources de l’État, qui faussent ou menacent de fausser la concurrence en favorisant certaines entreprises aux dépens du commerce entre les États membres.
Dans l'arrêt De gezamenlijke Steenkolenmijnen in Limburg contre Haute Autorité, la Cour de justice de l'Union européenne a établi que « la notion d'aide est [...] plus générale que la notion de subvention parce qu'elle comprend non seulement des prestations positives telles que les subventions elles-mêmes, mais également des interventions qui, sous des formes diverses, allègent les charges qui normalement grèvent le budget d'une entreprise et qui, par là, sans être des subventions au sens strict du mot, sont d'une même nature et ont des effets identiques »,.
Conformément à la lettre du Traité de Rome, à la pratique décisionnelle de la Commission et à la jurisprudence de la Cour, les aides d'Etat peuvent être directes (accordées et bénéficiant directement aux entreprises) ou indirectes (c'est-à-dire bénéficiant directement aux consommateurs et par ricochet aux entreprises qui leur vendent des biens et services).

## Autorités compétentes

### Commission
La Commission est compétente en matière de concurrence sur la base de plusieurs dispositions : l'article 103(1) TFUE qui confirme que l'initiative législative revient à la Commission dans le cadre des articles 101 et 102 TFUE ; l’article 106(3) TFUE où elle agit en tant que législateur et l’article 105 du TFUE qui dispose, dans son premier alinéa :

« Sans préjudice de l’article 104, la Commission veille à l'application des principes fixés par les articles 101 et 102. Elle instruit, sur demande d'un État membre ou d'office, et en liaison avec les autorités compétentes des États membres qui lui prêtent leur assistance, les cas d'infraction présumée aux principes précités. Si elle constate qu'il y a eu infraction, elle propose les moyens propre pour y mettre fin. »